# 忠政啓文
忠政 啓文（ただまさ ひろふみ、1976年8月29日 - ）は愛媛県を拠点に活動するタレント。
競歩で全国優勝、国際大会４位入賞などの経歴をもつ元アスリート。
テレビ、ラジオに出演する傍ら、フリーライターとしても活躍。健康運動指導士として健康づくりの指導、講演活動も多数。よしもと漫才劇場に出演するなど多才な活躍を見せる。
スポーツを活用した地域活性化や各種コンサルティング業でも注目され、2016年より総務省地域力創造アドバイザーに任命されている。

## 経歴
- 岡山県倉敷市出身。
- 倉敷南中学時代に競歩を始め、岡山県立倉敷古城池高等学校から松山大学に進学すると、国内主要大会で頭角を現す。
- 2001年には全日本50km競歩高畠大会で優勝（4時間4分24秒）。
- 2003年にはアイルランド・ダブリンで開催されたダブリン国際競歩グランプリ50km競歩で4位に入賞。
- 2004年に引退するまでに国内トップレベルの競歩選手として活躍した。
- 引退後は元ソウルオリンピック20km競歩日本代表の酒井浩文とともに、ウォーキングの普及を目的としたNPO法人「ウォーキング普及協会オウルプロ』を設立。理事に就任。
- また、愛媛を拠点にタレント活動を開始。テレビ、ラジオに多数出演するほか、フリーライターとして各分野で取材・執筆を行っている。健康運動指導士としても、指導・講演活動で活躍。
- また、元50km競歩の選手としても知られ、松山大学陸上競技部時代では、アテネ・北京両五輪女子マラソン代表の土佐礼子と同期。
- 日本陸上競技連盟U-19強化研修合宿の競歩コーチを長年務めている。
- これまでに松山大学をはじめ複数の大学、高校の陸上競技部のコーチとして選手の指導にあたる。
- 2024年パリパラリンピック日本代表選手団旗手を務めた陸上走り幅跳び代表の石山大輝は聖カタリナ大学陸上競技部コーチ時代の教え子。
- フィジカルトレーナーとして聖カタリナ学園高校野球部の指導に携わり、2021年春の甲子園に導く。オリックスバファローズ河内康介投手、オイシックス新潟アルビレックス田中拓磨投手、中日ドラゴンズ有馬惠叶投手、2025年全日本大学野球選手権優勝投手、東北福祉大学の櫻井頼之介投手は元教え子。
- 2023年6月、大阪のよしもと漫才劇場にて『マジで勘弁　けびた君』という番組の公開収録に出演。面白いトークとコミカルな演技で好評を博す。同年12月には同番組のピンポン大会にも出場している。
- 愛媛県歴史の道基本計画・総合計画策定委員会オブザーバー。
- 2016年に総務省地域力創造アドバイザーに任命される。
- 2023年9月より日本ウォーキングフットボール連盟公認ウォーキングフットボールコーディネーターとして、ウォーキングフットボールの普及にあたっている。
- 日本スポーツ精神医学会会員
- 元ディアドラジャパン契約選手（1997～2004年）
- 元アシックス販売(株)アドバイザリースタッフ
- 元ディアドラジャパンアドバイザー。

## 出演番組
- 忠政ひろふみの健康ふみふみ（南海放送ラジオ）
- い～テレ　（愛媛朝日テレビ）
- 大澤逸美ののんび～りサタデー（愛媛朝日テレビ）
- 忠政ひろふみのちょっと寄り道ぶらり遍路旅（愛媛朝日テレビ）
- 忠政ひろふみの　まじっすかみじま！（南海放送ラジオ）
- 南予でまったり　街ぶら！飯ぶら！（愛媛朝日テレビ）
- おひるのたまご(NHK松山)
- ひめポン(NHK松山)
- 和牛のA4ランクを召し上がれ(南海放送)
- マジで勘弁　けびた君（スカパーGAORAスポーツ/よしもとFANYチャンネル）
- ひめゴジ（NHK松山）

## 著作
- 著書に『えひめを歩こうウォーキングコースガイド』（愛媛新聞社）がある。
- 愛媛新聞社発行の各種雑誌、その他多数の出版社発行の雑誌で連載コラムや記事などを執筆。